# ダグ・ミッチェル
ダグ・ミッチェル（Doug Mitchell、1952年 - ）は、イギリスの映画プロデューサーである。

## キャスト
ミッチェルのプロデューサーのキャリアは1980年代半ばにオーストラリアのシドニーを拠点とするケネディ・ミラー・プロダクション・ハウスのメンバーとして始まる。1980年代後半に彼はジョージ・ミラー及びテリー・ヘイズと共にオーストラリア映画協会賞の作品賞に3度ノミネートされた。彼らは1987年に『君といた丘』で作品賞受賞、1989年に『デッド・カーム/戦慄の航海』でノミネート、1990年に『ニコール・キッドマンの恋愛天国』で2度目の受賞を果たしている 。
1995年にミッチェルはジョージ・ミラーとその弟のビル・ミラーと共に『ベイブ』でアカデミー作品賞にノミネートされる。『ベイブ』はアカデミー賞で合計7部門にノミネートされ、視覚効果賞を獲得した。『ベイブ』はゴールデングローブ賞映画作品賞（ミュージカル・コメディ部門）を受賞し、英国アカデミー賞作品賞と全米製作者組合賞劇場映画賞にもノミネートされた。
2006年にミッチェルはミラー兄弟と共にコンピュータアニメーション映画『ハッピー フィート』を製作する。『ハッピー フィート』は同年のアカデミー長編アニメ映画賞と英国アカデミー賞アニメ映画賞を受賞し、ゴールデングローブ賞アニメ映画賞にもノミネートされた。さらに3人は第18回全米製作者組合賞アニメ映画賞にもノミネートされた。2011年には続編の『ハッピー フィート2 踊るペンギンレスキュー隊』が公開され、彼らは2012年のアジア太平洋映画賞最優秀アニメーション映画賞にノミネートされた。
2015年にミッチェルはジョージ・ミラー監督の『マッドマックス 怒りのデス・ロード』でミラーと共にプロデューサーを務めた。『マッドマックス 怒りのデス・ロード』はアカデミー賞で作品賞を含む10部門にノミネートされ、6部門で受賞を果たした。

## 主なフィルモグラフィ

### 映画
| 年   | 日本語題 原題                                              | クレジット | 備考                         |
| ---- | ---------------------------------------------------------- | ---------- | ---------------------------- |
| 1985 | マッドマックス/サンダードーム Mad Max Beyond Thunderdome   | 共同製作   |                              |
| 1985 | The Making of Mad Max Beyond Thunderdome                   | 共同製作   | ビデオ映画・ドキュメンタリー |
| 1987 | 君といた丘 The Year My Voice Broke                         | 製作       |                              |
| 1987 | The Riddle of the Stinson                                  | 製作       | テレビ映画                   |
| 1988 | The Clean Machine                                          | 製作       | テレビ映画                   |
| 1988 | Fragments of War: The Story of Damien Parer                | 製作       | テレビ映画                   |
| 1989 | デッド・カーム/戦慄の航海 Dead Calm                        | 製作       |                              |
| 1991 | ニコール・キッドマンの恋愛天国 Flirting                    | 製作       |                              |
| 1992 | ロレンツォのオイル/命の詩 Lorenzo's Oil                    | 製作       |                              |
| 1995 | ベイブ Babe                                                | 製作       |                              |
| 1996 | Video Fool for Love                                        | 製作       |                              |
| 1997 | 40,000 Years of Dreaming                                   | 製作       | テレビ映画・ドキュメンタリー |
| 1998 | ベイブ/都会へ行く Babe: Pig in the City                    | 製作       |                              |
| 2006 | ハッピー フィート Happy Feet                               | 製作       |                              |
| 2011 | ハッピー フィート2 踊るペンギンレスキュー隊 Happy Feet Two | 製作       |                              |
| 2015 | マッドマックス 怒りのデス・ロード Mad Max: Fury Road       | 製作       |                              |
| 2024 | マッドマックス:フュリオサ Furiosa                          | 製作       |                              |

### テレビシリーズ
| 年   | 日本語題 原題                   | クレジット | 備考         |
| ---- | ------------------------------- | ---------- | ------------ |
| 1984 | Bodyline                        | 製作総指揮 | ミニシリーズ |
| 1984 | カウラ大脱走 The Cowra Breakout | 製作       | ミニシリーズ |
| 1987 | Vietnam                         | 製作       | ミニシリーズ |
| 1988 | The Dirtwater Dynasty           | 製作       | ミニシリーズ |
| 1989 | 囚われた女 Bangkok Hilton       | 製作       | ミニシリーズ |

## 受賞とノミネート
| 賞                                       | 年   | 部門                 | 作品名                                      | 結果       |
| ---------------------------------------- | ---- | -------------------- | ------------------------------------------- | ---------- |
| オーストラリア映画協会賞                 | 1987 | 作品賞               | 君といた丘                                  | 受賞       |
| オーストラリア映画協会賞                 | 1989 | 作品賞               | デッド・カーム/戦慄の航海                   | ノミネート |
| オーストラリア映画協会賞                 | 1990 | 作品賞               | ニコール・キッドマンの恋愛天国              | 受賞       |
| オーストラリア映画テレビ芸術アカデミー賞 | 2015 | 作品賞               | マッドマックス 怒りのデス・ロード           | 受賞       |
| アカデミー賞                             | 1995 | 作品賞               | ベイブ                                      | ノミネート |
| アカデミー賞                             | 2015 | 作品賞               | マッドマックス 怒りのデス・ロード           | ノミネート |
| 英国アカデミー賞                         | 1995 | 作品賞               | ベイブ                                      | ノミネート |
| 全米製作者組合賞                         | 1995 | 劇場映画賞           | ベイブ                                      | ノミネート |
| 全米製作者組合賞                         | 2006 | アニメ映画賞         | ハッピー フィート                           | ノミネート |
| 全米製作者組合賞                         | 2015 | 劇場映画賞           | マッドマックス 怒りのデス・ロード           | ノミネート |
| アジア太平洋映画賞                       | 2012 | アニメーション映画賞 | ハッピー フィート2 踊るペンギンレスキュー隊 | ノミネート |